# 聖ヨハネ座堂 (台北)

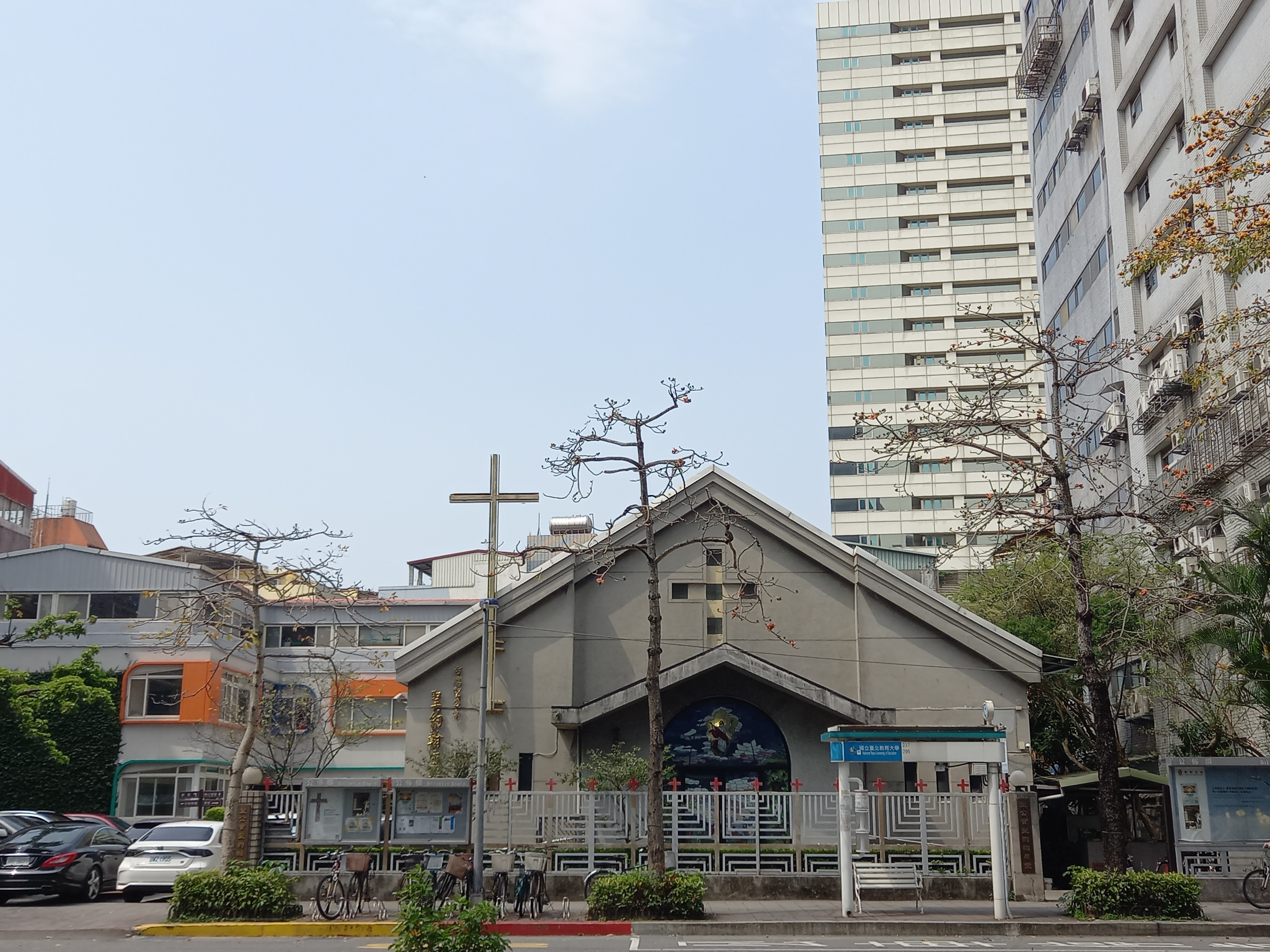
聖ヨハネ主教座堂 (台湾・台北市）

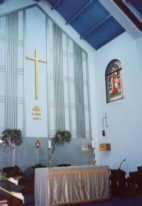
聖ヨハネ主教座堂の祭壇 (台湾・台北市）、1999年

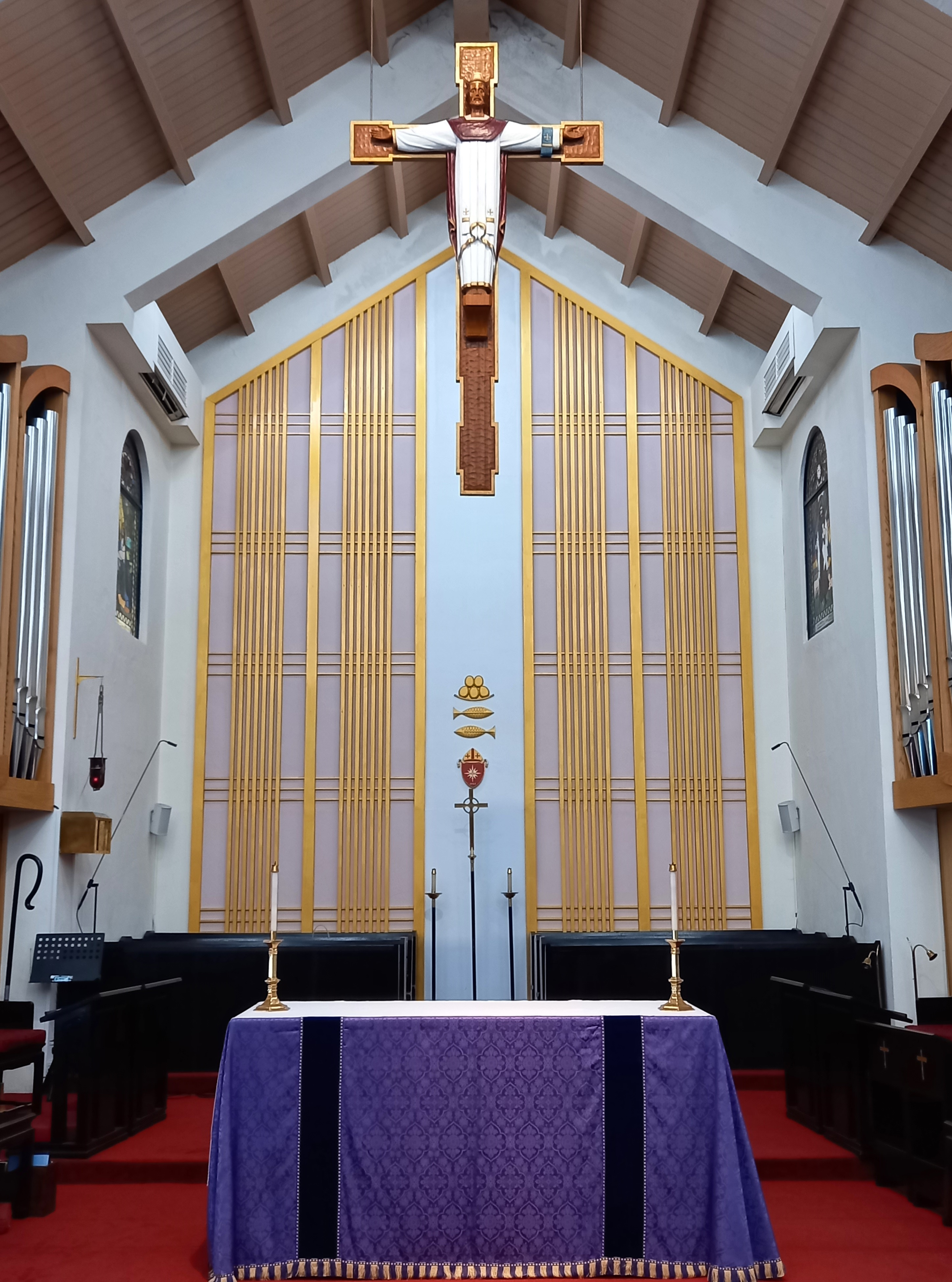
聖ヨハネ主教座堂の祭壇 (台湾・台北市）、2024年

聖ヨハネ座堂（せいヨハネざどう、聖約翰座堂）は、台湾台北市復興南路二段280号にあるキリスト教教会で、台湾聖公会の主教座聖堂である。
その沿革は次の通り。
- 1952年、中国大陸から台湾へ移動した熱心な聖公会信徒が聖ヨハネ集会を設立し、台北市長安東路と林森北路の交差点にあった日本聖公会の旧台湾聖公会（現在の台湾基督長老教会の中山教会）で定期的な礼拝を始めた。戦前、上海に聖ヨハネ座堂と聖ヨハネ大学（St. John's University, Shanghai）があった。
- 1955年、復興南路二段280号に新しい土地を求め、4月10日に新教会堂の建設を開始し、11月に落成し、12月5日に、初めての礼拝を持った。
- 1956年、3月16日に、甘納徳主教のもとで献堂式を行い、台湾聖公会初めての堅信式を行った。
- 1961年、7月6日に、旧台湾聖公会の管轄権を米国聖公会へ移転して、そこの一教区として新台湾聖公会教区が出発。
- 1962年、11月に、「聖ヨハネ代座堂」（St. John's Pro-Cathedral）となった。また、向かって左手の2階建ての信徒会館の建設に取り掛かり、牧師事務所、信徒交流所、会議室、日曜学校とする。
- 1963年、1月3日に、上記信徒会館の落成を祝い、感謝礼拝を挙行。
- 1977年、教会として自身の「牧区」（Parish）も設立。
- 2020年、2月22日に、張員栄主教（Bishop Lennon Yuan-Rung Chang）の聖別式が行われた。[3]